# Långevatten (Långareds socken, Västergötland)
Långevatten är en sjö i Alingsås kommun i Västergötland och ingår i Göta älvs huvudavrinningsområde. Sjön är 12,5 meter djup, har en yta på 0,0802 kvadratkilometer och befinner sig 119,4 meter över havet.

## Delavrinningsområde
Långevatten ingår i det delavrinningsområde (643469-129804) som SMHI kallar för Mynnar i Åsjön. Medelhöjden är 133 meter över havet och ytan är 14,2 kvadratkilometer. Räknas de 7 avrinningsområdena uppströms in blir den ackumulerade arean 232,12 kvadratkilometer. Mellbyån som avvattnar avrinningsområdet har biflödesordning 3, vilket innebär att vattnet flödar genom totalt 3 vattendrag innan det når havet efter 60 kilometer. Avrinningsområdet består mestadels av skog (89 %). Avrinningsområdet har 0,91 kvadratkilometer vattenytor vilket ger det en sjöprocent på 6,4 %.